# 麗寶樂園渡假區
麗寶樂園是位於臺灣台中市后里區的大型渡假區，是臺灣第一個民間興建營運後轉移模式（BOT）休閒產業開發案，2000年7月1日開園時為長億關係企業經營的「月眉育樂世界」，2006年改由麗寶建設接手經營，2012年更名「麗寶樂園」，2018年更為現名。園區目前共分為「馬拉灣」與「探索世界」水陸兩個部分，以及後續增建的「福容大飯店（麗寶樂園店）」、「密室逃脫旗艦館」、「麗寶OUTLET MALL（一期、二期）」、「麗寶樂園休息站」、「麗寶國際賽車場」與「摩天輪－天空之夢」。

## 歷史
- 1989年，台灣糖業公司與交通部觀光局共同完成大型育樂區開發可行性研究報告，選擇以月眉糖廠約200公頃的農場用地作為開發基地。
- 1996年2月5日，長億關係企業成立「泛亞國際開發股份有限公司」作為月眉育樂世界的經營者。同年6月27日，泛亞國際開發與台糖簽訂月眉大型育樂區50年開發經營契約。
- 1997年4月11日，交通部審查通過月眉大型育樂區開發計劃適用《獎勵民間參與交通建設條例》。同年11月5日，台灣省政府區域計畫委員會審查通過月眉育樂世界開發案。
- 1998年6月20日，行政院經濟建設委員會「中長期資金運用策劃及推動小組委員會議」審議通過月眉育樂世界中長期資金融資案，融資金額為新台幣125億元。同年7月31日，泛亞國際開發辦理更名為「月眉國際開發股份有限公司」。同年10月29日，月眉國際開發與銀行團簽訂中長期資金聯貸合約，12月18日，月眉國際開發與台糖簽訂月眉育樂世界合資契約書，台糖投資新台幣6億元。
- 1999年4月6日，交通部臺灣區國道高速公路局后里交流道、月眉收費站及月眉遊樂區500公尺聯絡道動工。同年5月16日，月眉國際開發與台糖簽訂設定地上權契約，月眉育樂世界基地設定地上權給月眉國際開發，為期50年；期滿後，月眉國際開發有「優先承租權」，得續租20年。
- 2000年7月1日，「馬拉灣」開始營運。
- 2002年5月25日，「探索樂園」開始營運。同年8月30日，聯絡道全部開通完工，在12月17日聯絡道通車。12月底，長億關係企業的核心公司「長億實業股份有限公司」爆發退票事件。
- 2006年截止，月眉國際開發呆帳為新台幣58.29億元。8月，長億關係企業退出月眉國際開發經營權。10月，麗寶建設以新台幣20.7億餘元取得月眉國際開發全部銀行債權（約新台幣75億元）及32%股權[1]。
- 2007年3月14日，國泰世華銀行公布欠債新台幣1億元以上之60名客戶，月眉國際開發轉銷呆帳新台幣5億5,690.8萬元排名第八。同年3月15日中華開發工業銀行公布至2006年6月底止呆帳金額在新台幣1億元以上之23名客戶，月眉國際開發呆帳超過新台幣1億6,000萬元。
- 2010年8月，福容大飯店於園區動工，為地下2樓、地上6樓建築，有280間客房。
- 2011年9月，從日本引進的天空之夢摩天輪。
- 2012年7月，月眉育樂世界正式改名為「麗寶樂園」，福容大飯店開幕。[2][3]
- 2017年1月15日，麗寶OUTLET MALL正式開幕。4月1日，麗寶國際賽車場試營運。5月13日，OUTLET MALL旁全台最大的摩天輪（天空之夢Sky Dream）啟用。
- 2018年2月，麗寶樂園（LIHPAO LAND）更名為「麗寶樂園渡假區」（LIHPAO RESORT）。9月，探索樂園更名為「探索世界」。11月1日，麗寶國際賽車場G2賽道啟用。
- 2019年12月25日，仿義大利渡假勝地（菲諾港與科莫湖）的麗寶OUTLET MALL第二期試營運[4]。

## 園區環境

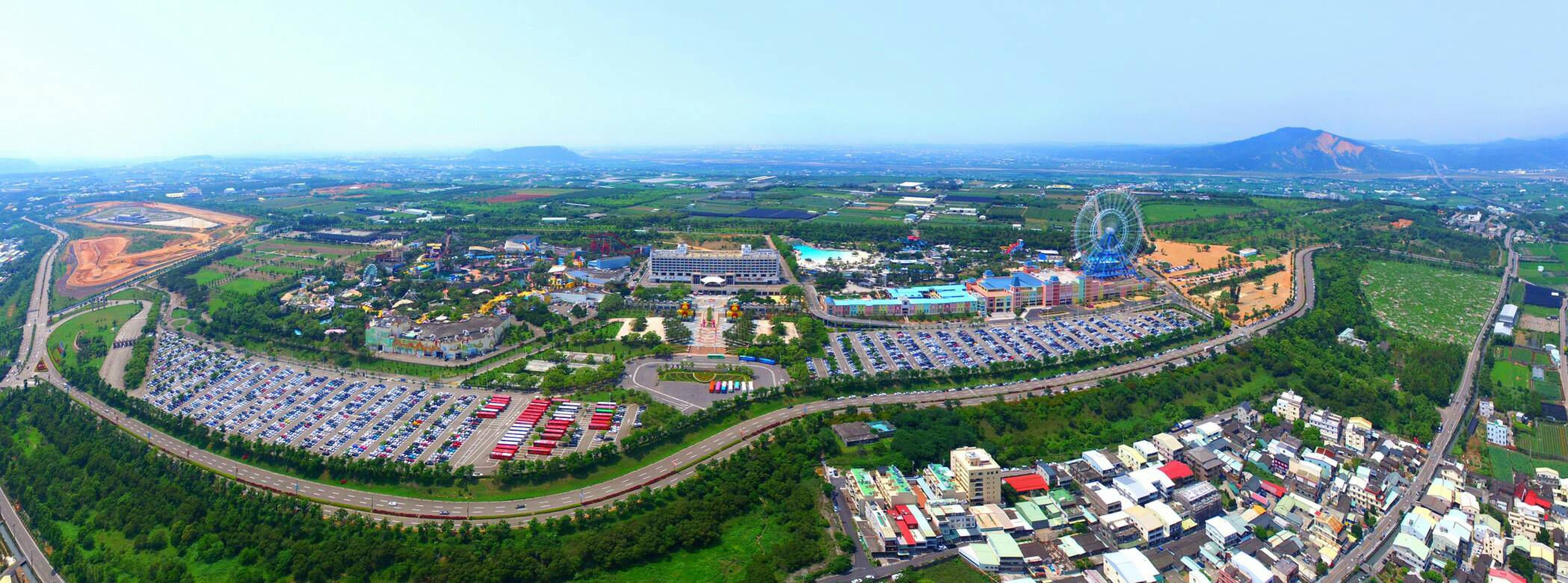
麗寶樂園渡假區全景圖

## 系列活動

### 跨年晚會
自2016年12月31日起，配合麗寶Outlet Mall開幕，臺中市政府特地在麗寶樂園第二停車場舉行跨年晚會，其後2020－2021晚會（至今）改由麗寶樂園自辦，而臺中市政府則移至水湳中央公園舉辦。

## 外部連結
- 麗寶樂園（页面存档备份，存于）
  - 麗寶樂園的Facebook專頁
  - 台灣公司資料 （页面存档备份，存于）
- 麗寶 OUTLET MALL（页面存档备份，存于）
- 麗寶國際賽車場（页面存档备份，存于）